# Vectores de la transmisión del dengue
La transmisión del dengue es a través de la picadura de mosquitos infectados del género Aedes, siendo las principales especies transmisoras del virus del dengue: Aedes aegypti, Aedes albopictus, Aedes scutellaris, Aedes africanus (Theobald) y Aedes luteocephalus (Newstead).

## Aedes aegypti
El  Aedes aegypti es el principal vector del dengue y la fiebre amarilla.

## Aedes albopictus
El Aedes albopictus es el vector del dengue en el sudeste de Asia. En 1930, se demostró la ocurrencia de la transmisión experimental de la enfermedad a voluntarios humanos que toman como vector al mosquito (Simmons et al. 1931, citado por KNUDSEN 1986, p. 421a). Se aisló el serotipo DEN-2 de las especies en Singapur en período epidémico de dengue (RUDNIK Y CHAN 1965 citado por KNUDSEN 1986, p. 421). Durante el período que abarca los años 1966 y 1968, se aisló el serotipo DEN-2 en el Aedes albopictus, en Singapur. En ese momento, se aíslan los serotipos DEN-1 y DEN-2, considerados responsables de la epidemia de dengue. Ambos virus fueron aislados del Aedes albopictus, y sólo el DEN-2, del Aedes aegypti. El patrón de curva de la epidemia siguió a la fluctuación estacional de ambos vectores probables (Simmons et al., 1931, citado por KNUDSEN 1986, p. 421).

## Aedes scutellaris
El Aedes scutellaris se localiza zoogeográficamente en Ambon, Aru, Ceram y Nueva Guinea; y, es un vector del virus del dengue.

## Aedes africanus
El Aedes africanus su área de ocurrencia se localiza en Angola, Burkina Faso, Camerún, República Centroafricana, R.D. Congo, Costa de Marfil, Guinea, Etiopía, Gabón, Kenia, Liberia, Mozambique, Nigeria, Santo Tomé y Príncipe, Senegal, Sudán, Uganda y Zambia. Es un vector del virus del dengue, la fiebre amarilla, la fiebre del Valle del Rift y la artritis epidémica chikunguña.

## Aedes luteocephalus
El Aedes luteocephalus ocurre en Angola, Benín, Burkina Faso, Camerún, República Centroafricana, R.D. Congo, Costa de Marfil, Guinea, Etiopía, Ghana, Liberia, Nigeria, Senegal, Sierra Leona, Sudáfrica, Sudán, Tanzania, Zambia y Zimbabue. Es un vector del virus del dengue, la fiebre amarilla, l aartritis epidémica chikunguña y la fiebre zika.